# Курланд, Абрахам
Абрахам Курланд (дат. Abraham Kurland; 10 июня 1912 Оденсе, Дания — 14 марта 1999) — датский борец греко-римского и вольного стилей, серебряный призёр Олимпийских игр, неоднократный призёр чемпионатов Европы, двенадцатикратный чемпион Дании. Самый юный участник соревнований по борьбе в ходе Олимпийских игр-1932   

## Биография
На Летних Олимпийских играх 1932 года в Лос-Анджелесе боролся по греко-римской борьбе в весовой категории до 66 килограммов (лёгкий вес). По регламенту турнира борец получал в схватках штрафные баллы. Набравший 5 штрафных баллов спортсмен выбывал из турнира. В лёгком весе борьбу вели 6 борцов. 
Абрахам Курланд, проиграв две из трёх схваток, тем не менее, занял второе место, так как к финальной встрече все остальные борцы уже превысили лимит в 5 штрафных баллов. 
| Выступление на Олимпийских играх 1932 года | Выступление на Олимпийских играх 1932 года | Выступление на Олимпийских играх 1932 года | Выступление на Олимпийских играх 1932 года | Выступление на Олимпийских играх 1932 года | Выступление на Олимпийских играх 1932 года | Выступление на Олимпийских играх 1932 года |
| Круг                                       | Соперник                                   | Страна                                     | Результат                                  | Баллы                                      | Всего баллов                               | Время схватки                              |
| ------------------------------------------ | ------------------------------------------ | ------------------------------------------ | ------------------------------------------ | ------------------------------------------ | ------------------------------------------ | ------------------------------------------ |
| 1                                          | Ёнэити Миязаки                             | Япония                                     | Победа Туше                                | 0                                          | 0                                          | 3:39                                       |
| 2                                          | Эде Шперлинг                               | Германия                                   | Поражение По очкам                         | -3                                         | -3                                         |                                            |
| 3                                          |                                            |                                            |                                            | -3                                         | -3                                         |                                            |
| 4                                          | Эрик Мальмберг                             | Франция                                    | Поражение По очкам                         |                                            |                                            |                                            |

В 1933 году был только седьмым на чемпионате Европы по греко-римской борьбе. В 1934 году стал вице-чемпионом Европы по греко-римской борьбе и бронзовым призёром по вольной борьбе. В 1935 году получил «серебро» чемпионата Европы по греко-римской борьбе. 
Перед Летних Олимпийских играх 1936 года в Берлине рассматривался как один из фаворитов, но бойкотировал игры из-за еврейского происхождения. Его решение было с облегчением воспринято датским олимпийским комитетом, поскольку были немалые шансы на то, что Курланд победит в соревнованиях, что может поставить Данию в неловкое положение перед нацистской Германией. 
Во время войны в 1943 году переправился на лодке в Швецию с группой датских борцов-евреев, где они жили в семьях шведских борцов. В 1945 году вернулся в Данию и с 1948 по 1962 год работал тренером. 
В 36-летнем возрасте выступал на Летних Олимпийских играх 1948 года в Лондоне, боролся в категории до 66 килограммов (лёгкий вес); титул оспаривали 17 человек. Турнир проводился по прежним правилам с начислением штрафных баллов.
Выиграв одну и проиграв две встречи, из соревнований выбыл. 
| Выступление на Олимпийских играх 1948 года | Выступление на Олимпийских играх 1948 года | Выступление на Олимпийских играх 1948 года | Выступление на Олимпийских играх 1948 года | Выступление на Олимпийских играх 1948 года | Выступление на Олимпийских играх 1948 года | Выступление на Олимпийских играх 1948 года |
| Круг                                       | Соперник                                   | Страна                                     | Результат                                  | Баллы                                      | Всего баллов                               | Время схватки                              |
| ------------------------------------------ | ------------------------------------------ | ------------------------------------------ | ------------------------------------------ | ------------------------------------------ | ------------------------------------------ | ------------------------------------------ |
| 1                                          | Альфред Яух                                | Финляндия                                  | Победа Туше                                | 0                                          | 0                                          | 9:53                                       |
| 2                                          | Шариф Дамаж                                | Ливан                                      | Поражение По очкам                         | 0-3 -3                                     | -3                                         |                                            |
| 3                                          | Густав Фрей                                | Швеция                                     | Поражение По очкам                         | 1-2 -2                                     | -5                                         |                                            |

Умер в 1999 году.